# Muzeum Rzemiosła w Krośnie
Muzeum Rzemiosła w Krośnie – muzeum z siedzibą w Krośnie. Placówka jest miejską jednostką organizacyjną, a jej siedzibą jest "Dom pod zegarem" - kamienicy pochodzącej z przełomu XIX i XX wieku.
Kamienica, w której mieści się muzeum, została wybudowana dla Michała Mięsowicza - zegarmistrza i fabrykanta zegarów. W budynku tym w latach 1901-1938 funkcjonowała Pierwsza Krajowa Fabryka Zegarów Wieżowych, w której wyprodukowano około 280 mechanizmów.

Idea otwarcia Muzeum Rzemiosła powstała na początku lat 80. XX wieku w środowiskach związanych z Cechem Rzemiosł Różnych w Krośnie. Pomysłodawcami placówki byli: Józef Cisowski i Tadeusz Bochenek. W 1980 roku Zarząd Cechu wystąpił do władz Krosna o przekazanie budynku. Wystąpienie spotkało się z pozytywnym odzewem, i - po wykwaterowaniu lokatorów - rozpoczęto remont, który przypadł na lata 1984-1987. Wiele prac budowlanych zostało wykonanych bezpośrednio przez krośnieńskich rzemieślników. Po ich zakończeniu placówka została otwarta w 1990 roku.

Równolegle do prac remontowych rozpoczęto gromadzenie eksponatów. Wiele z nich przekazali rzemieślnicy z miasta i okolic, a także władze miasta oraz Izba Rzemieślnicza z Rzeszowa.
Podstawową wystawą muzeum jest ekspozycja pt. "Dzieje rzemiosła Polski południowo-wschodniej", w ramach którem prezentowane są eksponaty, związane z historią takich rzemiosł jak stolarstwo, kowalstwo, zegarmistrzostwo (wraz z eksponatami związanymi z historią budynku), krawiectwo, tkactwo, szewstwo z rymarstwem i siodlarstwem, fryzjerstwo i modniarstwo. Ponadto eksponowana jest skrzynia z XVII wieku, stanowiąca dawny skarbiec cechowy.

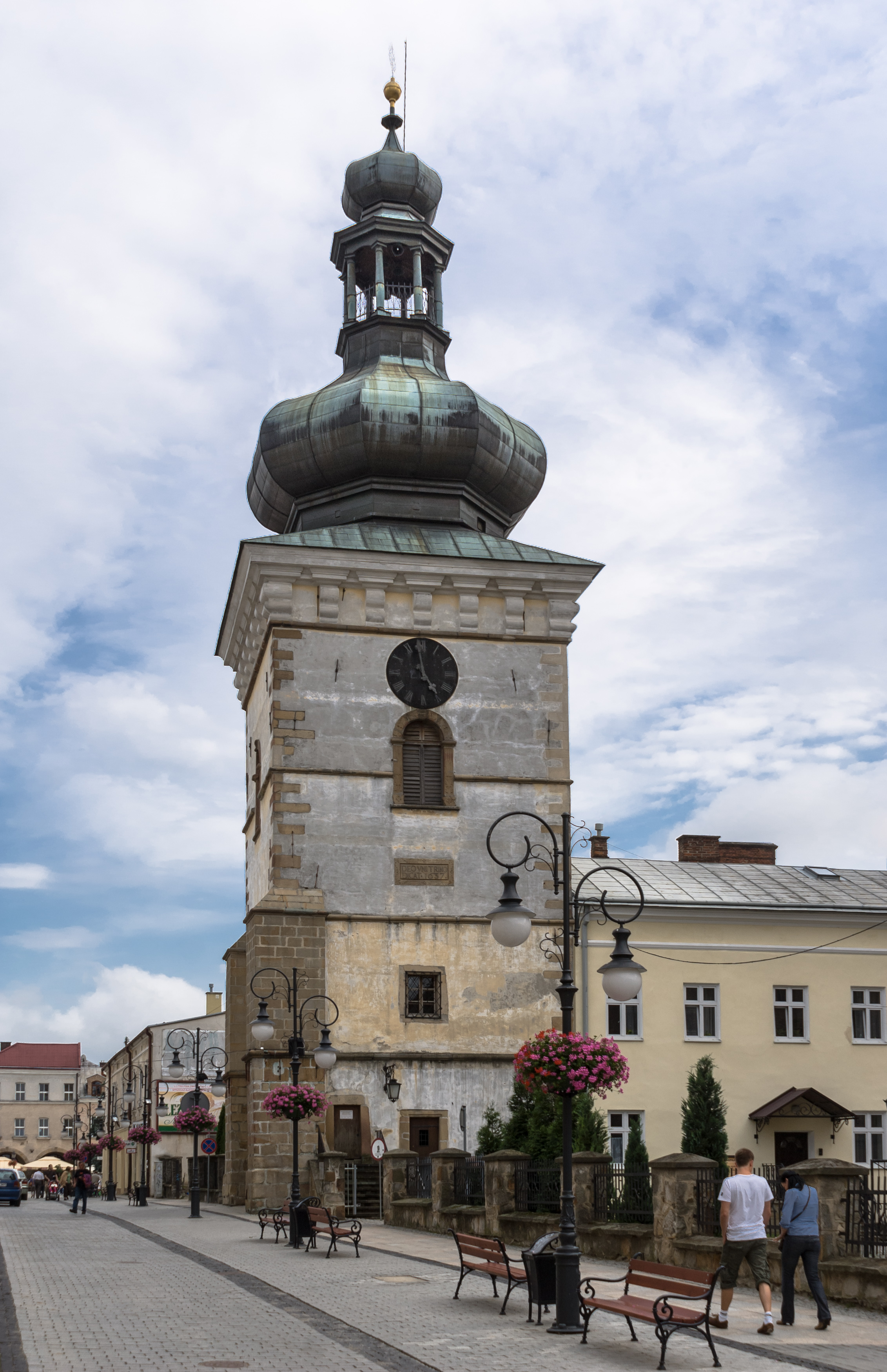
Wieża Farna

Od 2006 roku w ramach muzeum działa Piwnica PodCieniami przy Rynku 5, służąca organizacji wystaw czasowych. Placówka udostępnia również do zwiedzania Wieżę Farną - dzwonnicę przy bazylice kolegiackiej Świętej Trójcy.
Muzeum jest obiektem całorocznym, czynnym z wyjątkiem poniedziałków w okresie od 1 października do 30 kwietnia oraz codziennie w okresie od 1 maja do 30 września. Wstęp jest płatny.